# Asesinato de John Butkovich
John Butkovich (Slavonski Brod, RS de Croacia; 16 de septiembre de 1956–Norwood Park, Illinois; 31 de julio de 1975) fue un joven croata-estadounidense que desapareció el 31 de julio de 1975. Fue víctima del asesino en serie y delincuente sexual estadounidense John Wayne Gacy, quien asesinó, violó y torturó al menos a 33 jóvenes y niños entre 1972 y 1978. Butkovich fue asesinado por Gacy el día de su desaparición y permaneció desaparecido durante tres años antes de que su cuerpo fuera desenterrado de la casa de Gacy el 22 de diciembre de 1978, y sus restos fueron identificados de forma concluyente una semana después.

## Antecedentes
John Butkovich nació el 16 de septiembre de 1956 en Slavonski Brod, ciudad perteneciente entonces a la República Socialista de Croacia, dentro de la República Federativa Socialista de Yugoslavia. Era hijo de Marko y Terezia Butkovich. En algún momento posterior de sus vidas, la familia se mudó a los Estados Unidos, donde se establecieron en el estado de Illinois.
Alrededor de 1973, cuando Butkovich tenía 16 años y aún estaba en la escuela secundaria, trabajaba en una ferretería cuando un hombre llamado John Wayne Gacy le ofreció un trabajo en la construcción en su empresa PDM Contractors. Gacy afirmó que Butkovich era un «chico incansable» que «aprendía rápido». La esposa de Gacy, Carole Hoff, describió a Butkovich como un «chico muy agradable» que estuvo varias veces en la casa de Gacy y cenó con la pareja. Hoff apodaba a Butkovich «Little John» y a Gacy «Big John». Cuando la madre de Gacy se mudó a Arkansas para estar con la hermana de Gacy, Karen, y el resto de la familia de Karen, Butkovich la ayudó a mudarse allí. Durante el tiempo que Butkovich trabajó para Gacy, su matrimonio con Hoff empeoró, lo que le llevó a viajar mucho con sus hijas, que eran hijastras de Gacy. En julio de 1975, ella y las niñas viajaron a Arkansas para ayudar a Karen a cuidar de su madre y de la madre de Gacy, que se había roto la cadera. Hoff nunca volvió a ver a Butkovich con vida.

## Desaparición y asesinato
Sin que Butkovich lo supiera, Gacy había cometido al menos dos asesinatos conocidos: mató a un adolescente de 16 años llamado Timothy McCoy en enero de 1972 y a una víctima masculina no identificada en 1974 de 14-18 años. En la tarde del 30 de julio de 1975, Butkovich llegó a uno de los apartamentos de su padre y se quejó de que Gacy no le había pagado el cheque correspondiente a las últimas dos semanas de trabajo. El padre de Butkovich le sugirió que, si Gacy seguía sin pagarle, John debía informar a las autoridades. Gacy afirmó en un relato posterior que, en la mañana del 31 de julio, Butkovich y otros tres amigos llegaron a su casa y lo amenazaron con «darle una paliza» si no le daba el cheque, a lo que Gacy respondió que le pagaría después de conseguir los archivos de Butkovich. Según Gacy, las cosas se calmaron más tarde y le entregó los archivos sobre Butkovich, en los que se indicaba que le debía 300 dólares. Finalmente llegaron a un acuerdo y, según Gacy, todos fumaron marihuana y bebieron cerveza antes de que Butkovich y sus amigos se marcharan y Gacy se quedara dormido en su silla.
Por la tarde de ese mismo día, se dice que Gacy se encontró con Butkovich saliendo de su coche y saludando con la mano para llamar su atención. El joven borracho le dijo a Gacy: «Quiero hablar contigo», y Gacy, también borracho, le dijo que se subiera a su coche. Llevó a Butkovich de vuelta a su casa, situada en Norwood Park. Cuando llegaron, Gacy afirmó que Butkovich empezó a gritarle, exigiéndole su cheque. Gacy consiguió calmar a Butkovich y luego lo engañó para que le permitiera esposarle las muñecas a la espalda. Butkovich amenazó a Gacy diciendo: «Cuando me quite estas esposas, eres hombre muerto». Gacy le dijo a Butkovich que no le quitaría las esposas hasta que «se le pasara la borrachera», y añadió: «Si alguien muere, ese serás tú, John [Butkovich]». Más tarde, Gacy admitió haberse «sentado sobre el pecho del chico durante un rato» antes de tumbarse junto a Butkovich y «hacerle compañía al chico enfadado y borracho hasta que recobró el sentido». Gacy confesó haberlo estrangulado hasta matarlo; tenía 18 años.

## Hechos posteriores
Tras la muerte de Butkovich, Gacy guardó el cadáver en su garaje, con la intención de enterrar los restos más tarde en el sótano, junto con el cadáver de Timothy McCoy. Sin embargo, cuando su esposa y sus hijas regresaron a casa de su viaje a Arkansas antes de lo previsto, Gacy se vio obligado a enterrar el cadáver bajo el suelo de hormigón de la ampliación del cuarto de herramientas de su garaje, en un espacio vacío donde originalmente había pensado excavar un desagüe. Gacy le dijo a Hoff que Butkovich había dejado su trabajo en PDM y se había fugado.
El padre del joven, Marko Butkovich, encontró más tarde el coche de su hijo abandonado con las llaves en el contacto, lo que le hizo sospechar, ya que su hijo siempre aparcaba el coche en el garaje, pero no tocó el vehículo por temor a destruir pruebas si lo hacía. Marko llamó entonces a la policía y mencionó que su hijo tenía intención de enfrentarse a Gacy la noche anterior. Cuando llegó la policía, revisaron el interior del coche y encontraron la chaqueta de John Butkovich, así como una cartera con 40 dólares. La policía interrogó a Gacy, quien dijo que John y dos amigos habían llegado a su casa exigiendo el pago atrasado, pero que habían llegado a un acuerdo y los tres se habían marchado y probablemente habían desaparecido después de eso. La policía creyó a Gacy y dijo a la familia Butkovich que John probablemente se había fugado, pero la familia estaba segura de que no se había fugado y temía por su vida. Por este motivo, Marko llamó directamente a Gacy, quien afirmó que estaba encantado de ayudar a buscar a su hijo, pero que lamentaba que John se hubiera fugado. Durante los tres años siguientes, los padres de Butkovich llamaron a la policía más de un centenar de veces, instándoles a investigar más a fondo a Gacy, pero la policía pronto se negó a seguir atendiendo sus llamadas.
Anthony Antonucci, un hombre que había trabajado con Butkovich por la misma época para PDM, mencionó que le había preguntado a Gacy, cuando Butkovich desapareció, adónde había ido; Gacy afirmó que «John se había fugado y estaba en Puerto Rico». Antonucci había declarado que Butkovich nunca había hablado de fugarse ni de ir a Puerto Rico. También había declarado que Butkovich nunca habría dejado su coche atrás.
Un año después de la desaparición de Butkovich, su padre Marko recibió una llamada a cobro revertido desde Puerto Rico y proporcionó esta información a las autoridades. Tras una investigación, se descubrió que la llamada se había realizado desde un teléfono público en una cafetería puertorriqueña que utilizaban muchas personas.
Butkovich fue solo la tercera víctima conocida de Gacy. Entre 1976 y 1978, Gacy cometió una serie de asesinatos, matando al menos a otras 30 víctimas, y evadiendo la captura por parte de la policía durante tres años hasta su detención definitiva en diciembre de 1978.

## Descubrimiento
El paradero de Butkovich siguió siendo un misterio durante más de tres años. Sin embargo, después de que Robert Piest, de 15 años, desapareciera sin dejar rastro en diciembre de 1978, Gacy se convirtió en sospechoso, ya que fue una de las últimas personas que se vio con Piest. La policía de Des Plaines comprobó los antecedentes penales de John Wayne Gacy y descubrió que Gacy tenía una condena por agresión en Chicago y que también había sido condenado a 10 años de prisión en 1968 en Waterloo (Iowa), tras ser declarado culpable de sodomizar a un chico de 15 años llamado Donald Voorhees Jr., hijo de Donald E. Voorhees, en 1967, cinco años antes de que Gacy asesinara a McCoy. Como la policía sospechaba que Gacy podía tener a Piest como rehén en la misma casa en la que Butkovich fue asesinado, la policía de Des Plaines obtuvo una orden de registro el 13 de diciembre de 1978. No pudieron localizar a Piest, pero encontraron objetos sospechosos, lo que les llevó a confiscar los vehículos de Gacy y a ponerlo bajo vigilancia.
El 15 de diciembre, los investigadores de Des Plaines obtuvieron más detalles sobre la acusación de agresión contra Gacy, al saber que Jeffrey Rignall había denunciado que Gacy lo había atraído a su coche, lo había drogado con cloroformo, violado y torturado antes de abandonarlo en Lincoln Park en marzo de ese mismo año 1978. En una entrevista con la exmujer de Gacy, Carole Hoff, que sentía simpatía por Butkovich, el mismo día en que se enteraron de la desaparición de Butkovich.
Cuatro días después, el 19 de diciembre, los investigadores comenzaron a recopilar pruebas para obtener una segunda orden de registro para la casa de Gacy. Ese mismo día, los abogados de Gacy presentaron una demanda de 750 000 dólares contra la policía de Des Plaines; la vista de la demanda estaba prevista para el 22 de diciembre. Un día antes, la policía obtuvo una segunda orden de registro. Después de que las autoridades informaran a Gacy de su intención de registrar el sótano en busca del cuerpo de Piest, Gacy negó que el adolescente estuviera enterrado allí, pero admitió haber matado en defensa propia a un joven cuyo cuerpo estaba enterrado bajo su garaje, al que más tarde identificaría como John Butkovich. Gacy fue arrestado ese mismo día y el cuerpo de Butkovich fue encontrado bajo el garaje, junto con otros 26 cadáveres almacenados en su sótano, que fueron desenterrados durante la semana siguiente, además de otros dos que también fueron desenterrados en otras partes de su propiedad.

## Investigación
Butkovich fue la segunda víctima en ser recuperada, y se le denominó «Cuerpo 2». Solo una semana después de su descubrimiento, el 29 de diciembre de 1978, el «Cuerpo 2» fue identificado de forma concluyente como John Butkovich, quien fue una de las primeras víctimas en ser identificadas. El 6 de febrero de 1980, Gacy fue llevado a juicio. El 13 de marzo, Gacy fue declarado culpable de 33 cargos de asesinato, así como de un cargo de libertades indecentes con un menor y agresión sexual desviada. Fue condenado a muerte y trasladado al Centro Correccional Menard, donde permaneció en el corredor de la muerte durante 14 años antes de ser ejecutado mediante inyección letal en el Centro Correccional Stateville el 10 de mayo de 1994, a los 52 años.

## Funeral
Poco después de su identificación, se celebró el funeral de Butkovich y fue enterrado en el cementerio Queen of Heaven, en la localidad de Hillside (Illinois).